# En la plaza, femmes à la balustrade
En la plaza, femmes à la balustrade est un tableau réalisé par le peintre néerlandais Kees van Dongen vers 1911. Cette huile sur toile fauve est le portrait en légère contre-plongée d'une jeune femme en chapeau s'appuyant sur une balustrade, une autre demoiselle apparaissant derrière un éventail à côté d'elle, son visage interrompu par le bord droit de la composition. L'œuvre est conservée au musée de l'Annonciade, à Saint-Tropez, en France.